# C-41

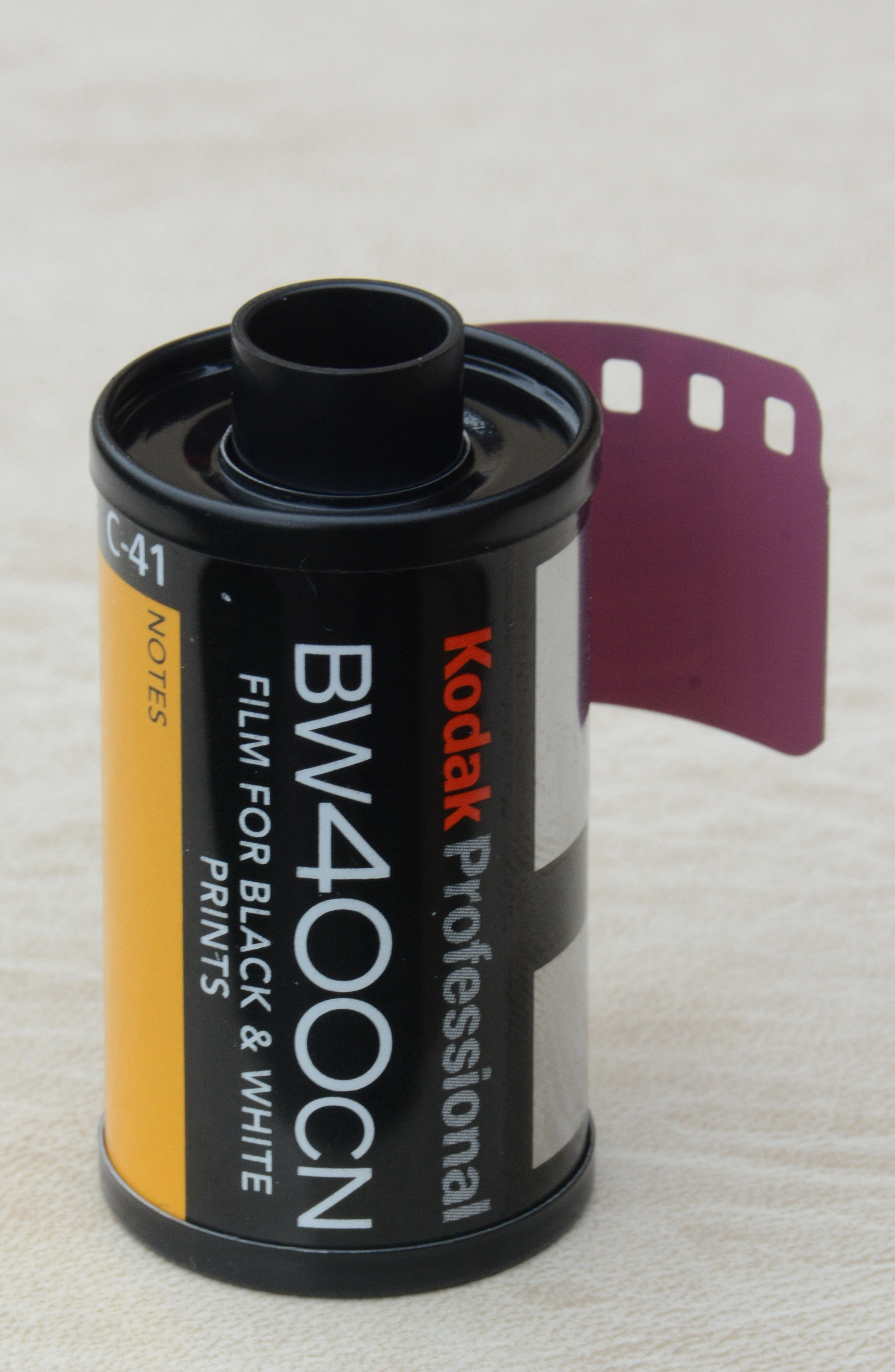
Der nicht mehr produzierte chromogene Schwarzweißfilm Kodak Professional BW400CN

C-41 ist ein standardisierter Prozess in der chemischen (analogen) Fotografie zur chromogenen Entwicklung von Negativfilmen. Die Bezeichnung stammt von dem Erfinder dieses Verfahrens, Kodak; andere Unternehmen wie Agfa, Tetenal oder Fujifilm bieten funktional gleichwertige Negativ-Entwicklungsprozesse unter anderen Bezeichnungen an. Bei Agfa wurde der Prozess beispielsweise als AP 70 bezeichnet.
Alle aktuellen Farbnegativfilme werden heute im C-41-Verfahren entwickelt (Umkehrfilme für Dias hingegen benötigen andere Prozesse wie z. B. E-6). Auch einige chromogene Schwarzweißfilme (wie der XP2 bzw. XP2-super von Ilford und der inzwischen nicht mehr produzierte Kodak BW400CN) können im C-41-Prozess und damit auch im Schnellentwicklungs-Labor verarbeitet werden.

## Verarbeitung
Das Entwickeln von Farbnegativfilmen ist standardisiert, d. h. verschieden lichtempfindliche Filme und die Filme von verschiedenen Herstellern haben die gleiche Entwicklungszeit. Bei Filmen mit höherer Lichtempfindlichkeit verbrauchen sich Chemikalien jedoch schneller. Vom Ablauf ähnelt der C-41-Prozess der Entwicklung von Schwarzweißfilmen.
Der Originalprozess gliedert sich in folgende Schritte:
1. Entwickeln
2. (Stoppbad)
3. Bleichen
4. Wässern
5. Fixieren
6. Schlusswässern
7. Stabilisierungsbad

Die im Handel erhältlichen Chemiesätze sind aber meistens auf einen verkürzten Prozess ausgelegt:
1. Entwickeln
2. (Stoppbad)
3. Bleichfixieren
4. Schlusswässern
5. Stabilisierungsbad

Das Entwicklungsbad ist ursprünglich auf eine Temperatur von 100,0 ± 0,25 °F spezifiziert, für die Celsiusskala wird seitens Kodak 37,8 ± 0,15 °C angegeben; inzwischen gibt es aber Chemikaliensätze, mit denen Farbnegative bei 30 °Celsius händisch, in der Entwicklungsdose mit größeren Temperaturschwankungen entwickelt werden können. Das Bleichfixierbad (Blix) muss die gleiche Temperatur wie der Entwickler haben, die anderen Schritte sind jedoch relativ temperaturunempfindlich und benötigen eine Temperatur von etwa 24 bis 40 °Celsius.

## Varianten
Es existieren noch Abwandlungen des Standardprozesses, wie C-41 BNP (Agfa: AP 71) und C-41 RA NP (Agfa: AP 72), die auf moderne Filme zugeschnitten sind und eine kürzere Verarbeitungsdauer erlauben.